# Love Is All Around (The Troggs)
Love Is All Around is een nummer van de Britse band The Troggs. In oktober 1967 brachten zij het nummer uit als single. In 1994 werd het gecoverd door de Schotse band Wet Wet Wet als onderdeel van de soundtrack van de film Four Weddings and a Funeral. Tevens verscheen het op 9 mei van dat jaar als de eerste single van hun album Picture This.

## Achtergrond
Love Is All Around is geschreven door zanger Reg Presley en geproduceerd door Larry Page. Presley raakte geïnspireerd om het nummer te schrijven na een televisie-uitzending van de band van het Leger des Heils, waarin ze een nummer met de titel Love That's All Around zongen. Het nummer van The Troggs verscheen niet op een album, maar kwam in oktober 1967 direct uit als single. In de Britse hitlijsten behaalde de plaat de 5e positie, terwijl in de Amerikaanse Billboard Hot 100 de 7e positie werd gehaald. In Zuid-Afrika behaalde de plaat zelfs de nummer 1-positie.
In Nederland bereikte de plaat respectievelijk de 19e en de 17e positie in de Nederlandse Top 40 op Radio Veronica en de Parool Top 20 op Hilversum 3.

### Versie van Wet Wet Wet
In 1994 werd de groep Wet Wet Wet benaderd door regisseur Richard Curtis om een cover op te nemen voor op de soundtrack van zijn film Four Weddings and a Funeral. De band kon kiezen uit drie nummers: naast Love Is All Around waren dat I Will Survive van Gloria Gaynor en Can't Smile Without You van Barry Manilow. Zanger Marti Pellow vertelde dat de keus voor Love Is All Around makkelijk was, "omdat we wisten dat we het ons eigen konden maken". De versie van Wet Wet Wet heeft een ietwat andere intro dan de originele versie.
Love Is All Around werd in de versie van Wet Wet Wet een grote hit. In het Verenigd Koninkrijk bleef het vijftien weken op de nummer 1-positie in de UK Singles Chart staan, wat op dat moment, na (Everything I Do) I Do It for You van Bryan Adams, de langste periode was dat een single op nummer 1 stond. Gedurende deze periode werd de single zelfs verbannen van diverse radiostations, omdat men er genoeg van had, en de band nam zelf uiteindelijk de beslissing om de single uit de handel te nemen. Pellow vertelde hier in 2004 over: "In de zomer van 1994 zaten wij in ieders hoofd. Ik denk nog steeds dat het een briljante opname is. De sterkte is de eenvoudigheid. Iedere band zou hun hoektand geven om zo'n hit te hebben. Ik ben er erg trots op."
Ook in andere landen bereikte Love Is All Around de nummer 1-positie, waaronder Australië, Denemarken, Finland, IJsland, Nieuw-Zeeland, Noorwegen, Oostenrijk, Schotland, Zweden en ook in de Eurochart Hot 100. In Noord-Amerika sloeg de single niet aan: in de Amerikaanse Billboard Hot 100 kwam de single niet verder dan de 41e positie, terwijl in Canada de 17e positie werd behaald.
In Nederland werd de single destijds veel gedraaid op de landelijke radiozenders en werd een gigantische hit. De single bereikte de nummer 1-positie in zowel de Nederlandse Top 40 op Radio 538 als de destijds nieuwe publieke hitlijst op Radio 3FM; de Mega Top 50.
In België bereikte de single eveneens de nummer 1-positie in zowel de voorloper van de Vlaamse Ultratop 50 als de Vlaamse Radio 2 Top 30. In Wallonië werd géén notering behaald.
Tekstschrijver Reg Presley gebruikte de royalty's van de single aan onderzoek naar graancirkels.

### Andere gebruiken
Love Is All Around is door diverse andere artiesten gecoverd. The Guess Who nam het in 1967 op voor hun compilatiealbum This Time Long Ago. Lotta Engberg en haar orkest namen in 1994 een Zweedse versie op onder de titel Du ger mig av din kärlek. In 1999 nam Rocío Banquells een Spaanse versie op onder de titel Fuerza del amor. In 2018 werd het gecoverd door Human Nature op hun album Romance of the Jukebox.
Daarnaast werd Love Is All Around gebruikt in de films Get Real en Love Actually en in de televisieseries The Vicar of Dibley en Orphan Black. Tevens coverde R.E.M. het nummer voor de soundtrack van de film I Shot Andy Warhol.

## Hitnoteringen

### The Troggs

#### Nederlandse Top 40
| Hitnotering: 11-11-1967 t/m 06-01-1968 | Hitnotering: 11-11-1967 t/m 06-01-1968 | Hitnotering: 11-11-1967 t/m 06-01-1968 | Hitnotering: 11-11-1967 t/m 06-01-1968 | Hitnotering: 11-11-1967 t/m 06-01-1968 | Hitnotering: 11-11-1967 t/m 06-01-1968 | Hitnotering: 11-11-1967 t/m 06-01-1968 | Hitnotering: 11-11-1967 t/m 06-01-1968 | Hitnotering: 11-11-1967 t/m 06-01-1968 | Hitnotering: 11-11-1967 t/m 06-01-1968 | Hitnotering: 11-11-1967 t/m 06-01-1968 |
| Week                                   | 1                                      | 2                                      | 3                                      | 4                                      | 5                                      | 6                                      | 7                                      | 8                                      | 9                                      |                                        |
| -------------------------------------- | -------------------------------------- | -------------------------------------- | -------------------------------------- | -------------------------------------- | -------------------------------------- | -------------------------------------- | -------------------------------------- | -------------------------------------- | -------------------------------------- | -------------------------------------- |
| Positie                                | 34                                     | 21                                     | 19                                     | 26                                     | 25                                     | 31                                     | 32                                     | 39                                     | 34                                     | uit                                    |

#### Parool Top 20
| Hitnotering: 18-11-1967 t/m 09-12-1967 | Hitnotering: 18-11-1967 t/m 09-12-1967 | Hitnotering: 18-11-1967 t/m 09-12-1967 | Hitnotering: 18-11-1967 t/m 09-12-1967 | Hitnotering: 18-11-1967 t/m 09-12-1967 | Hitnotering: 18-11-1967 t/m 09-12-1967 |
| Week                                   | 1                                      | 2                                      | 3                                      | 4                                      |                                        |
| -------------------------------------- | -------------------------------------- | -------------------------------------- | -------------------------------------- | -------------------------------------- | -------------------------------------- |
| Positie                                | 19                                     | 20                                     | 17                                     | 17                                     | uit                                    |

### Wet Wet Wet

#### Nederlandse Top 40
| Hitnotering: 02-07-1994 t/m 29-10-1994 | Hitnotering: 02-07-1994 t/m 29-10-1994 | Hitnotering: 02-07-1994 t/m 29-10-1994 | Hitnotering: 02-07-1994 t/m 29-10-1994 | Hitnotering: 02-07-1994 t/m 29-10-1994 | Hitnotering: 02-07-1994 t/m 29-10-1994 | Hitnotering: 02-07-1994 t/m 29-10-1994 | Hitnotering: 02-07-1994 t/m 29-10-1994 | Hitnotering: 02-07-1994 t/m 29-10-1994 | Hitnotering: 02-07-1994 t/m 29-10-1994 | Hitnotering: 02-07-1994 t/m 29-10-1994 | Hitnotering: 02-07-1994 t/m 29-10-1994 | Hitnotering: 02-07-1994 t/m 29-10-1994 | Hitnotering: 02-07-1994 t/m 29-10-1994 | Hitnotering: 02-07-1994 t/m 29-10-1994 | Hitnotering: 02-07-1994 t/m 29-10-1994 | Hitnotering: 02-07-1994 t/m 29-10-1994 | Hitnotering: 02-07-1994 t/m 29-10-1994 | Hitnotering: 02-07-1994 t/m 29-10-1994 | Hitnotering: 02-07-1994 t/m 29-10-1994 |
| Week                                   | 1                                      | 2                                      | 3                                      | 4                                      | 5                                      | 6                                      | 7                                      | 8                                      | 9                                      | 10                                     | 11                                     | 12                                     | 13                                     | 14                                     | 15                                     | 16                                     | 17                                     | 18                                     |                                        |
| -------------------------------------- | -------------------------------------- | -------------------------------------- | -------------------------------------- | -------------------------------------- | -------------------------------------- | -------------------------------------- | -------------------------------------- | -------------------------------------- | -------------------------------------- | -------------------------------------- | -------------------------------------- | -------------------------------------- | -------------------------------------- | -------------------------------------- | -------------------------------------- | -------------------------------------- | -------------------------------------- | -------------------------------------- | -------------------------------------- |
| Positie                                | 31                                     | 24                                     | 20                                     | 14                                     | 7                                      | 3                                      | 2                                      | 1                                      | 1                                      | 1                                      | 1                                      | 2                                      | 5                                      | 5                                      | 13                                     | 15                                     | 20                                     | 27                                     | uit                                    |

#### Mega Top 50
| Hitnotering: 25-06-1994 t/m 12-11-1994 | Hitnotering: 25-06-1994 t/m 12-11-1994 | Hitnotering: 25-06-1994 t/m 12-11-1994 | Hitnotering: 25-06-1994 t/m 12-11-1994 | Hitnotering: 25-06-1994 t/m 12-11-1994 | Hitnotering: 25-06-1994 t/m 12-11-1994 | Hitnotering: 25-06-1994 t/m 12-11-1994 | Hitnotering: 25-06-1994 t/m 12-11-1994 | Hitnotering: 25-06-1994 t/m 12-11-1994 | Hitnotering: 25-06-1994 t/m 12-11-1994 | Hitnotering: 25-06-1994 t/m 12-11-1994 | Hitnotering: 25-06-1994 t/m 12-11-1994 | Hitnotering: 25-06-1994 t/m 12-11-1994 | Hitnotering: 25-06-1994 t/m 12-11-1994 | Hitnotering: 25-06-1994 t/m 12-11-1994 | Hitnotering: 25-06-1994 t/m 12-11-1994 | Hitnotering: 25-06-1994 t/m 12-11-1994 | Hitnotering: 25-06-1994 t/m 12-11-1994 | Hitnotering: 25-06-1994 t/m 12-11-1994 | Hitnotering: 25-06-1994 t/m 12-11-1994 | Hitnotering: 25-06-1994 t/m 12-11-1994 | Hitnotering: 25-06-1994 t/m 12-11-1994 | Hitnotering: 25-06-1994 t/m 12-11-1994 |
| Week                                   | 1                                      | 2                                      | 3                                      | 4                                      | 5                                      | 6                                      | 7                                      | 8                                      | 9                                      | 10                                     | 11                                     | 12                                     | 13                                     | 14                                     | 15                                     | 16                                     | 17                                     | 18                                     | 19                                     | 20                                     | 21                                     |                                        |
| -------------------------------------- | -------------------------------------- | -------------------------------------- | -------------------------------------- | -------------------------------------- | -------------------------------------- | -------------------------------------- | -------------------------------------- | -------------------------------------- | -------------------------------------- | -------------------------------------- | -------------------------------------- | -------------------------------------- | -------------------------------------- | -------------------------------------- | -------------------------------------- | -------------------------------------- | -------------------------------------- | -------------------------------------- | -------------------------------------- | -------------------------------------- | -------------------------------------- | -------------------------------------- |
| Positie                                | 44                                     | 36                                     | 27                                     | 20                                     | 16                                     | 8                                      | 4                                      | 2                                      | 1                                      | 1                                      | 1                                      | 1                                      | 2                                      | 4                                      | 4                                      | 8                                      | 11                                     | 14                                     | 17                                     | 29                                     | 44                                     | uit                                    |

#### NPO Radio 2 Top 2000
| Nummer met noteringen in de NPO Radio 2 Top 2000 | '99 | '00 | '01 | '02 | '03 | '04 | '05 | '06 | '07 | '08 | '09 | '10 | '11  | '12  | '13  | '14  | '15  | '16  | '17  |
| ------------------------------------------------ | --- | --- | --- | --- | --- | --- | --- | --- | --- | --- | --- | --- | ---- | ---- | ---- | ---- | ---- | ---- | ---- |
| Love Is All Around                               | 398 | 576 | 589 | 618 | 694 | 747 | 786 | 868 | 977 | 783 | 848 | 865 | 1091 | 1462 | 1576 | 1176 | 1376 | 1453 | 1646 |

1. ↑  Een vetgedrukt getal geeft de hoogste notering aan.
2. ↑  Deze tabel is bijgewerkt tot en met de laatste editie (2024).